# جنگ اکوادور و پرو
جنگ اکوادور و پرو (اسپانیایی: Guerra del 41‎) به‌طور محلی به عنوان جنگ ۴۱ (به اسپانیایی: Guerra del 41) شناخته می‌شود، یک جنگ مرزی آمریکای جنوبی بود که بین ۵ تا ۳۱ ژوئیه ۱۹۴۱ درگیر شد. این اولین درگیری از سه درگیری نظامی بین اکوادور و پرو در قرن بیستم.

## پیشینه
نوشتار اصلی: اختلاف ارضی اکوادور و پرو
اختلاف ارضی بین اکوادور و پرو به قبل از استقلال اکوادور و به عنوان بخشی از اختلاف گسترده‌تر بین کلمبیای بزرگ آن زمان و پرو برمی‌گشت. این اختلاف حول این محور می‌چرخید که آیا قلمرو اکوادور فراتر از رشته‌کوه آند تا رودخانه مارانیون ( آمازون )، از جمله حوضه آمازون، امتداد دارد یا خیر.
عدم حل اختلاف، علیرغم تلاش‌های متعدد هر دو طرف، منجر به امضای چندین معاهده متناقض بین طرف‌های مختلف درگیری، از جمله کلمبیا و برزیل ، شد و در چندین مورد به جنگ انجامید. اولین مورد از این درگیری‌های مسلحانه در سال 1828 رخ داد، زمانی که پرو در جنگ کلمبیای بزرگ-پرو علیه کلمبیای بزرگ جنگید .  پس از انحلال کلمبیای بزرگ، درگیری با اکوادور از سر گرفته شد و درگیری‌های مکرر رخ داد و اولین جنگ اکوادور-پرو از سال 1857 تا 1860 بین اکوادور و پرو رخ داد. 
این اختلاف پس از امضای پیمان سالومون-لوزانو در مارس 1922 توسط دولت‌های کلمبیا و پرو، که در آن زمان توسط آگوستو بی . لگویا اداره می‌شد، دوباره در کانون توجه قرار گرفت. این پیمان که مخفی نگه داشته شد، مرز بین پرو و کلمبیا را رودخانه پوتومایو تعیین کرد ، به استثنای نوار کوچکی از زمین که توسط شهر لتیسیا کنترل می‌شد و کلمبیا را به جریان اصلی رودخانه آمازون متصل می‌کرد . با این کار، کلمبیا عملاً کنترل پرو بر بقیه منطقه مورد مناقشه در جنوب رودخانه پوتومایو را به رسمیت شناخت. 
پس از کودتا علیه لگویا توسط نیروهای تحت فرماندهی لوئیس میگل سانچز سرو ، این پیمان علنی شد و خشم زیادی را در میان مردم پرو برانگیخت، چرا که آنها تصور می‌کردند این پیمان بخشی از خاک پرو را به کلمبیا اعطا می‌کند. این اختلاف بر سر منطقه آمازون که تحت کنترل لتیسیا بود ، در نهایت منجر به جنگ کوتاهی بین کلمبیا و پرو از سال ۱۹۳۲ تا ۱۹۳۳ شد. درگیری بر سر لتیسیا، که محل سکونت استعمارگران پرویی و کلمبیایی بود، پس از ترور سانچز سرو و پذیرش پروتکل ریو ۱۹۳۴ توسط اسکار آر. بناویدس، رئیس جمهور جدید پرو، که پیمان سالومون-لوزانو را تأیید می‌کرد و در نهایت به اختلافات مرزی بین کلمبیا و پرو پایان داد، حل و فصل شد.
پیمان سالومون-لوزانو در اکوادور نیز نامحبوب بود، چرا که این کشور خود را از شرق توسط پرو احاطه کرده بود، کشوری که این سرزمین را بخش جدایی‌ناپذیر جمهوری خود می‌دانست. علاوه بر مشکلات اکوادور، دولت کلمبیا نیز اکنون آرمان‌های ارضی پرو را مشروع می‌دانست و منطقه‌ای در سوکومبیوس را که اکوادور ادعای مالکیت آن را داشت، به طور اسمی به پرو اعطا کرده بود. 
در سال ۱۹۳۶ توافق‌نامه‌ای امضا شد که سرزمین‌های تحت تصرف دوفاکتو هر کشور را به رسمیت می‌شناخت. مرز حاصل از آن به عنوان خط مرزی وضع موجود ۱۹۳۶ شناخته شد.
با این حال، تا سال 1938 هر دو کشور دوباره درگیری‌های مرزی جزئی را آغاز کردند.  در همان سال، کل کابینه اکوادور، که متشکل از افسران عالی رتبه ارتش بود که به عنوان مشاوران ژنرال آلبرتو انریکز گالو (که پس از کودتای نظامی مسئولیت دولت را بر عهده گرفته بود ) خدمت می‌کردند ، از دولت استعفا دادند تا فرماندهی ارتش اکوادور را به دست گیرند . در همین حال، در کیتو ، تظاهرات عمومی با شعارهای "مرگ بر پرو! زنده باد اکوادور!" برگزار شد. 
واکنش پرو به وقایعی که در اکوادور رخ می‌داد توسط کارلوس کونچا کاردناس ، وزیر امور خارجه، ارائه شد که اظهار داشت: «در پرو ما هنوز سرمان را از دست نداده‌ایم. کشور ما در حال توسعه‌ای شکوفا است و سران دولت باید کاملاً دیوانه باشند که به جنگ فکر کنند.»  پرو در آن زمان دستخوش تغییرات اساسی بود، اصلاحات اجتماعی که توسط رئیس جمهور آگوستو بی. لگویا آغاز شده بود (که به ادعای او با هدف بهبود جاده‌ها، بهداشت و توسعه صنعتی و ارتقای رفاه عمومی جمعیت بومی پرو انجام شده بود) توسط رئیس جمهور ژنرال اسکار بناویدس ادامه یافت . دولت پرو ادعا می‌کرد که در تلاش است تا با بودجه‌ای متعادل اداره شود، اما پرو علیرغم تجارت خارجی مثبت خود، همچنان بدهی زیادی داشت.  با این حال، با وجود این، پرو در پاسخ به استقرار نیروهای اکوادور در منطقه مورد مناقشه، شروع به بسیج نیروهای خود در مرز اکوادور کرد. 
در 11 ژانویه 1941، با این ادعا که اکوادور به قلمرو پرو ، زارومیلا ، حمله و حتی آن را اشغال کرده است، رئیس جمهور پرو، مانوئل پرادو ، دستور تشکیل دسته ارتش شمالی ( اسپانیایی : Agrupamiento del Norte )، یک واحد نظامی مسئول صحنه عملیاتی شمال، را صادر کرد. 

## نیروهای درگیر

### اکوادور
طبق شهادت سرهنگ لوئیس رودریگز،  نیروهای اکوادوری که پس از حوادث 5 و 6 ژوئیه در اختیار فرماندهی مرزی ارتش در ال اورو (سرهنگ دوم اکتاویو آ. اوچوا) بودند، به شرح زیر بودند:
- نیروهای مستقر در امتداد رودخانه زارومیلا: ۳ افسر ارشد، ۳۳ افسر و ۷۴۳ سرباز، به شرح زیر سازماندهی شدند:
  - گردان «کایامبه» : ۲ افسر ارشد، ۲۲ افسر، ۴۹۰ سرباز.
  - گردان «مونته کریستی» : ۱ افسر ارشد، ۱۱ افسر، ۲۵۳ سرباز.
- نیروهای مستقر در عقبه بلافاصله: ۴ افسر ارشد، ۴۰ افسر، ۲۸ سرباز، ۹۳ داوطلب، ۵۰۰ کارابینرو (نیروی شبه‌نظامی دولتی)، به شرح زیر سازماندهی شدند:
  - در آرنیلاس: ۲ افسر ارشد، ۳ افسر، ۱۴ سرباز.
  - در سانتا روزا: ۲ افسر ارشد، ۱ افسر، ۱۸ سرباز، به علاوه‌ی ۹۳ داوطلب و ۵۰۰ کارابینرو .

### پرو
در نتیجه افزایش تنش‌ها در مرز در طول سال‌های ۱۹۳۹ و ۱۹۴۰، رئیس جمهور پرو، مانوئل پرادو، در دسامبر ۱۹۴۰ ایجاد « گروه ارتش شمالی» ( Agrupamiento del Norte ) را تصویب کرد. تا ژوئیه ۱۹۴۱، این واحد آماده آغاز عملیات نظامی فعال بود.
نظم نبرد پرو
Order of Battle, Agrupamiento del Norte , ژوئیه 1941
- ستاد گروه (فرمانده کل: ژنرال الوی جی. اورتا؛ رئیس ستاد: سرهنگ دوم میگل مونتزا)
  - هنگ‌های پنجم و هفتم سواره نظام
  - گروه ششم توپخانه (۸ توپ ۱۰۵ میلی‌متری)
  - دسته تانک ارتش (۱۲ تانک LTP چکسلواکی )
- لشکر اول پیاده نظام سبک (سرهنگ لوئیس ویناتئا)
  - گردان‌های پیاده نظام اول، پنجم و نوزدهم
  - گروه اول توپخانه (۸ توپ)
  - شرکت مهندسی اول
  - بخش اول پدافند هوایی
- لشکر هشتم پیاده نظام سبک (سرهنگ سزار سالازار)
  - گردان بیستم پیاده نظام
  - گروه هشتم توپخانه (۸ توپ)
  - شرکت مهندسی هشتم
- گروه ارتش "چینچیپ" (سرهنگ دوم ویکتور رودریگز)
  - گردان ۳۳ پیاده نظام (۲ گروهان پیاده نظام سبک)
- لشکر جنگل ارتش (شمال شرقی) (ژنرال آنتونیو سیلوا)

آمار مربوط به کل نیروهای آگروپامیِنتو دل نورته در آغاز عملیات تهاجمی، بین ۱۱۵۰۰ تا ۱۳۰۰۰ نفر تخمین زده شده است.

## جنگ

### حادثه ۵ جولای
اولین گلوله‌های درگیری در ۵ ژوئیه ۱۹۴۱ شلیک شد؛ طرفین در مورد اینکه چه کسی اولین گلوله را شلیک کرد، اختلاف نظر دارند. به گفته سرهنگ اکوادوری لوئیس ای. رودریگز (فرمانده نیروهای اکوادوری که در طول جنگ از استان ال اورو دفاع می‌کردند)، گروهی از غیرنظامیان پرویی، از جمله پلیس، از رودخانه زارومیلا عبور کرده و وارد خاک اکوادور شدند. رودریگز ادعا کرد که پلیس‌های پرویی به یک گشت مرزی اکوادور که مشاهده کردند، آتش گشودند و یک سرباز را کشتند. پس از آن، تبادل آتش گسترده‌ای بین نیروها در کرانه‌های مخالف زارومیلا رخ داد، در حالی که دو افسر اکوادوری که برای صحبت با فرمانده محلی پرویی به آگواس وردس فرستاده شده بودند، توسط مقامات پرویی دفع شدند.  طبق روایت‌های پرو، سربازان ارتش اکوادور از پادگان هواکیلاس (شهری در ساحل رودخانه زارومیلا که در آن زمان به عنوان خط وضع موجود در انتهای غربی مرز اکوادور و پرو عمل می‌کرد)، وارد پست مرزی پرو در آگواس وردس، شهری که مستقیماً روبروی هواکیلاس قرار داشت، شدند و به سمت یک گشتی گارد غیرنظامی پرو آتش گشودند . سپس حدود 200 مرد مسلح اکوادوری به دنبال این نیروها به مدت 30 دقیقه به ایستگاه پلیس در آگواس وردس حمله کردند که در واکنش به آن، پرویی‌ها با اعزام یک گروهان پیاده نظام به آگواس وردس و عقب راندن اکوادوری‌ها از زارومیلا، واکنش نشان دادند.  در هر صورت، درگیری‌ها به کل منطقه مرزی در امتداد رودخانه زارومیلا گسترش یافت. تا 6 ژوئیه، پرو حملات هوایی علیه پست‌های مرزی اکوادور در امتداد رودخانه انجام می‌داد.  پس از پنجم ژوئیه، خصومت‌ها در امتداد مرز ادامه یافت. در نتیجه، در شب 6 ژوئیه، فرمانده ارشد ارتش اکوادور دستور تشکیل تیپ 5 پیاده نظام در ال اورو، تحت فرماندهی سرهنگ لوئیس رودریگز را صادر کرد. 

### حمله زارومیلا
نوشتار اصلی: نبرد زارومیلا
حمله پرو علیه اکوادور در 23 ژوئیه آغاز شد و توسط یگان تازه تأسیس ارتش شمالی به فرماندهی ژنرال الوی جی. اورتا با هدف پیشروی به سمت شمال و استان ال اورو و با هدف اعلام شده جلوگیری از درگیری‌های بیشتر در امتداد مرز مورد مناقشه انجام شد.  در آن روز، اسکادران 41 پرو از تومبس برای انجام مأموریتی به فرماندهی ستوان دوم آنتونیو آلبرتی و متشکل از ستوان فرناندو پاراد، خوزه آ. کوئینونز و مانوئل ریورا، سوار بر هواپیماهای جنگنده آمریکای شمالی NA-50 یا توریتوس خود، به پرواز درآمد. این مأموریت شامل بمباران پست اکوادوری کوئبرادا سکا بود، جایی که آنها بخش عمده‌ای از توپخانه ضدهوایی خود را متمرکز کرده و مسلسل‌ها را در آن مستقر کرده بودند. 
طبق روایت‌های پرویی، کوینونز به جای اینکه با چتر نجات به سلامت فرود بیاید، تصمیم گرفت با سقوط هواپیمای آسیب‌دیده‌اش به مواضع اکوادور، جان خود را فدا کند و باعث از کار افتادن آتشبار شود. این روایت از وقایع متعاقباً توسط مقامات نظامی اکوادور مورد تردید قرار گرفته است، که اظهار داشته‌اند هیچ توپ ضدهوایی در منطقه وجود نداشته است. هواپیماهای دیگر که اسکادران ۴۱ را تشکیل می‌دادند، به ماموریت خود ادامه دادند و حمله بعدی را انجام دادند و به تومبز بازگشتند. 
در 24 ژوئیه، نبردی بین نیروهای پرو و اکوادور در چاکراس رخ داد، جایی که دومی در برابر پروی‌ها مقاومت کرد. به دلیل حملات مداوم پرو، موقعیت دفاعی سرانجام تسلیم شد و این پست مورد تاخت و تاز قرار گرفت. 
در 23 ژوئیه، هواپیماهای پرو بمباران استراتژیک شهر بندری را انجام دادند . روز بعد، هواپیماها برای حمله به قایق گشتی آویسو آتاهوالپا ، مستقر در اسکله شهر، بازگشتند. این قایق گشتی، بمب‌های هدف را از مواد منفجره ارزشمندی که در نزدیکی آن قرار داشتند و می‌توانستند مورد حمله و آتش قرار گیرند، منحرف کرد. 
در 28 ژوئیه، زیردریایی‌های پرو ، BAP Islay (R-1) و BAP Casma (R-2)، یک مأموریت شناسایی در دهانه تنگه جامبلی برای جستجوی حضور توپخانه انجام دادند . روز بعد، رزم‌ناوهای Coronel Bolognesi و Almirante Guise ، در حین گشت‌زنی در مقابل تنگه جامبلی، پونتا جامبلی و پورتو بولیوار را بمباران کردند تا برای پیشروی پرو به سمت El Oro آماده شوند. 

### جبهه لا تینا-ماکارا
جبهه لا تینا-ماکارا، که از کوه پیلارس تا لا تینا و چینچیپه امتداد داشت ، مسئولیت لشکر هشتم سبک پرو، تحت فرماندهی سرهنگ دوم سزار آ. سالازار کارتاخنا بود. 

#### نبرد ماکارا
طبق روایت‌های پرو، تعداد زیادی از پرویی‌ها در ماکارا ساکن بودند که خود را هدف حمله جمعیت اکوادور می‌دیدند. در 25 ژوئیه، خبر رسید که کنسولگری پرو سنگسار شده و نشان ملی پرو به زور برده شده است. مقامات نظامی پرو در لا تینا اعتراض کردند و خواستار توضیح شدند و پس از یک اولتیماتوم دو ساعته، یک گروهبان و دو سرباز را برای دریافت پاسخ فرستادند. آنها با رگبار مسلسل مورد استقبال قرار گرفتند که گروهبان را کشت و دو سرباز دیگر را زخمی کرد.  طبق گفته اکوادور، نشان ملی خود به خود افتاد و توسط خود کنسول جابجا شد. پس از این رویداد، اخبار مربوط به وقایع ادعایی به پرو رسید، اما مقامات اکوادور موفق شدند با کنسول پرو ارتباط برقرار کنند که پیشنهاد داد وقایع را برای طرف پرو توضیح دهد. با این حال، ساعاتی بعد کنسول به همراه خانواده‌اش شهر را ترک کرد. اکوادوری‌ها همچنین استدلال پشت تحریکات طرف اکوادوری را مورد مناقشه قرار دادند، زیرا کاملاً مشخص بود که نیروهای پرو در نزدیکی شهر سازماندهی شده‌اند و اخبار مربوط به وقایع در استان ال اورو به منطقه رسیده بود. 
پیش از نبرد، جمعیت غیرنظامی تخلیه شدند و برخی از داوطلبان برای کمک به ارتش اکوادور باقی ماندند.  تبادل آتش از ساعت 2 بعد از ظهر آغاز شد. سزار یانز، فرمانده پرویی و فرمانده هنگ هفتم سواره نظام، با پشتیبانی یک گروهان از گردان نوزدهم پیاده نظام و یک آتشبار از گروه هشتم توپخانه، در 28 ژوئیه از رودخانه عبور کرد و ماکارا را تصرف 
کرد و با مقاومت کمی روبرو شد. بعداً، با پشتیبانی گروهانی به فرماندهی کاپیتان فرناندو دل ریسکو، بقایای ارتش اکوادور در نزدیکی وادو لیمون نیز شکست خوردند. این شهر متعاقباً توسط نیروهای پرویی اشغال، غارت و دو روز بعد تخلیه شد، زمانی که نیروهای پرویی به مواضع خود بازگشتند. 

#### نبرد کازادروس، پروگرسو و هواسیمو
در 29 ژوئیه، پاسگاه‌های مرزی اکوادور در کازادروس و پروگرسو توسط نیروهای پرو مورد حمله قرار گرفتند، اما این حملات دفع شدند.  در پاسگاه هواسیمو اکوادور که در همان نزدیکی قرار داشت، نیروهای پرو و اکوادور نیز درگیر شدند؛ اکوادوری‌ها مجبور به عقب‌نشینی شدند و سلاح‌ها و تجهیزات خود را به جا گذاشتند. 

#### نبرد ۲۵ ژوئیه
در 25 ژوئیه، در بخش چاکراس، نیروهای قدرتمند پرو که پیشاپیش آنها یک تانک قرار داشت، گروهی متشکل از 25 سرباز به فرماندهی ستوان سزار ادموندو چیریبوگا گونزالس اکوادوری را محاصره کردند . این سرباز از تسلیم شدن امتناع ورزید و به همراه نیروهایش تا پای جان جنگید. در محلی که او و افرادش جان باختند، پرویی‌ها صلیبی با پلاکی نصب کردند که روی آن نوشته شده بود: «ستوان سزار ای. چیریبوگا گونزالس و 25 سرباز، که در 25 ژوئیه 1941، در حین انجام وظیفه جان باختند.» 
این صلیب پس از جنگ، پس از عقب‌نشینی نیروهای پرو از جنوب اکوادور، پیدا شد.  به دلیل اقداماتش، چیریبوگا پس از مرگ به درجه کاپیتانی ارتقا یافت و به عنوان قهرمان ملی اکوادور اعلام شد. 

### حمله یاوپی-سانتیاگو
علیرغم آتش‌بس توافق‌شده، درگیری‌های مسلحانه‌ای در منطقه آمازون رخ داد و نیروهای پرویی لشکر جنگل، بین ۱ و ۲ اوت ۱۹۴۱، حمله‌ای را علیه پادگان‌های اکوادوری مستقر در رودخانه‌های یاوپی و سانتیاگو آغاز کردند.

#### نبرد رودخانه یاوپی
به گفته ستوان دوم هوگو اورتیز گارسس  [ es ] ، که روز بعد کشته شد ، پاسگاه یاوپی اکوادور و پادگان گازیپوم آن از 31 ژوئیه تا 1 اوت 1941 توسط حداقل 100 سرباز از ارتش پرو، مسلح به هشت مسلسل، مورد حمله قرار گرفت. 

#### نبرد رودخانه سانتیاگو
در 2 آگوست 1941، در گاپیزوم، در سواحل رودخانه سانتیاگو، پاسگاه ده سرباز اکوادوری، به فرماندهی ستوان دوم 20 ساله هوگو اورتیز گارسس  [ es ] ، دوباره مورد حمله قرار گرفت و برخلاف روز قبل ، توسط نیروهای پرو تصرف شد. اورتیز از تسلیم شدن خودداری کرد و در نبرد توسط سربازان پرو کشته شد، که او را در پرچم گروه کوچک اکوادوری که مسئول محافظت از منطقه یاوپی بود، دفن کردند. بقایای او در سال 1943 به کیتو منتقل شد. 

### نبرد ۱۱ اوت
نیروهای کمکی که اورتیز گارسس درخواست کرده بود، تنها یک هفته بعد از راه رسیدند و شروع به نزدیک شدن به رودخانه یاوپی کردند. این واحد که توسط سرجوخه سالوادور لئون ولوز فرماندهی می‌شد و از هشت سرباز تشکیل شده بود، در ۱۱ آگوست شروع به نزدیک شدن به رودخانه یاوپی کرد که مورد حمله سربازان پرویی قرار گرفت. پس از نیم ساعت نبرد، اکوادوری‌ها شکست خوردند و قلمرو پرو [ نیازمند توضیح ] را در رودخانه‌های یاوپی و سانتیاگو تثبیت کردند.

### کمپین دریایی
نیروی دریایی پرو نسبت به نیروی دریایی اکوادور که تجهیزات کمی داشت، برتری داشت . نتایج به نفع پرو بود، مانند محاصره موفقیت‌آمیز گوایاکیل. 
در 25 ژوئیه، ناوشکن پرو، آلمیرانته ویلار، با ماموریت ورود به آب‌های اکوادور و انجام گشت‌زنی و شناسایی در منطقه، از زوریتوس حرکت کرد . قایق توپدار اکوادوری، آبدون کالدرون، در مجاورت کانال جامبلی مشاهده شد. کشتی اکوادوری که در حال حرکت به سمت گوایاکیل بود ، به محض شناسایی کشتی پرو، 180 درجه چرخید و در حالی که شلیک می‌کرد، به سمت پورتو بولیوار فرار کرد. دریاسالار ویلار نیز همین کار را کرد و به دلیل عمق کم ساحل، در دایره‌هایی مانور داد و از نزدیک شدن بیش از حد به ساحل خودداری کرد. پس از 21 دقیقه آتش، نبرد پایان یافت. 

### کمپین هوایی
نیروی هوایی پرو از نظر تعداد نفرات و فناوری پیشرفته‌تر از همتای اکوادوری خود بود. هسته اصلی هوانوردی پرو را یک اسکادران پنج فروندی از جنگنده‌های NA-50 ، معروف به توریتوس ، تشکیل می‌داد که نسخه‌ای از هواپیمای P-64 آمریکای شمالی بودند و در ماه مه 1939 توسط ایالات متحده تحویل داده شده بودند . همانند مورد خودروهای زرهی، اکوادور عملاً فاقد هواپیماهای جنگی بود؛ در آغاز جنگ، نیروی هوایی اکوادور تنها شش هواپیمای Curtiss-Wright CW-19R Sparrow و سه هواپیمای شناسایی و تهاجمی IMAM Ro.37 داشت که در وضعیت نامناسبی قرار داشتند.  پرو بمباران هوایی محدودی را در شهرهای اکوادوری Huaquillas، Arenillas، Santa Rosa و Machala انجام داد.
در 31 ژوئیه، قبل از آتش‌بس که قرار بود در آن تاریخ به اجرا درآید، به پروئی‌ها دستور داده شد تا شهر پورتو بولیوار را تصرف کنند، که این کار با استفاده از چتربازان گروهان چترباز تازه تأسیس نیروی هوایی پرو انجام شد .  استفاده از چتربازان مذکور در تصرف شهر تعیین‌کننده و غافلگیرکننده بود، زیرا تنها تعداد انگشت‌شماری از کشورها واحدهای چترباز داشتند، مانند آلمان با Fallschirmjäger خود ، که پرو را به اولین کشور در نیمکره غربی تبدیل کرد که چتربازان را مستقر کرد و پس از آن آرژانتین در سال 1944.  چتربازان از بمب‌افکن‌های حمل و نقل ایتالیایی Caproni Ca.111 پیاده شدند. 

### محاصره گوایاکیل
در 31 آگوست 1941، و در مواجهه با یک وضعیت حساس سیاسی و امنیت ملی، رئیس جمهور اکوادور، کارلوس آلبرتو آرویو دل ریو، تصمیم گرفت بخش قابل توجهی از ارتش اکوادور را برای محافظت از پایتخت، کیتو ، حفظ کند .  این دستور نظامی به دلیل گزارش‌های اطلاعاتی دریافتی از سرویس‌های اطلاعاتی برزیل ، شیلی و ایالات متحده صادر شد که به رئیس جمهور آرویو دل ریو و فرماندهی عالی نظامی اکوادور اطلاع می‌دادند که پرو کمتر از 48 ساعت با گوایاکیل فاصله دارد و از ماچالا و پورتو بولیوار، دومین بندر اکوادور، حرکت می‌کند.
نیروهای پرو کمتر از 170 کیلومتر از منطقه شهری گوایاکیل فاصله داشتند. اگر اکوادور حقوق پرو بر سرزمین‌های مورد مناقشه را نمی‌پذیرفت، ارتش پرو قصد داشت به اولین بندر اکوادور حمله کرده و آن را تصرف کند. به محض اشغال گوایاکیل، نیروهای پرو در بخش اشغالی ارتفاعات اکوادور از لوخا، که کمتر از 600 کیلومتر از پایتخت فاصله دارد، حرکت کرده و کیتو را اشغال می‌کردند، عملیاتی که حداکثر 10 روز طول می‌کشید، زیرا نیروهای مسلح اکوادور عملاً در ماه سپتامبر وجود نداشتند. 
تا پایان اوت 1941، پرو سواحل را اشغال کرد: استان‌ها و کانتون‌های ال اورو، پورتو بولیوار و محاصره گوایاکیل، بندر تجاری اصلی و پایگاه دریایی اکوادور را آغاز کرد.  در کوهستان، استان‌ها و کانتون‌های لوخا و زامورا چینچیپه اشغال شدند. 
در جنگل، نیروهای مسلح پرو مدعی مالکیت سوکومبیوس، ناپو و پاستازا در مناطقی شدند که با دولت سابق کیخوس مطابقت داشت. این دولت طبق فرمان سلطنتی 15 ژوئیه 1802 به نایب‌السلطنه پرو منتقل شد و طبق روایت پرویی، اکوادور با سوءاستفاده از این واقعیت که پرو در جنگ اقیانوس آرام 1879 با شیلی روبرو بود، آن را اشغال کرده بود.  قلمرو سوکومبیوس در سال 1922 به طور اسمی توسط کلمبیا در نتیجه پیمان سالومون-لوزانو به پرو منتقل شده بود ، اما این قانون توسط اکوادور به رسمیت شناخته نشد. 
در مواجهه با تهدید علیه دولت اکوادور، با توجه به اینکه کارلوس آلبرتو آرویو دل ریو، رئیس جمهور اکوادور ، بخش قابل توجهی از ارتش را در کیتو نگه داشته بود ، اکوادور فوراً درخواست آتش‌بس کرد که در 31 ژوئیه 1941 به اجرا درآمد. 

## اشغال
اشغال اکوادور توسط پرو رسماً پس از آتش‌بس 31 ژوئیه 1941 برقرار شد، که از زمان آغاز اشغال پرو با حمله زارومیلا در 23 ژوئیه وجود داشته است. پس از آتش‌بس، یک دولت غیرنظامی در استان اشغالی ال اورو توسط پرو تأسیس شد.  یک ماه بعد، در 2 اکتبر، توافق‌نامه تالارا ( به اسپانیایی : Acuerdo de Talara ) امضا شد که از طریق آن آتش‌بس دوجانبه برقرار شد.  این پیمان همچنین یک منطقه غیرنظامی بین دو کشور ایجاد کرد که تحت نظارت دولت اکوادور خواهد بود و نمایندگان نظامی کشورهای میانجی که این توافق‌نامه را نیز امضا کرده‌اند: ایالات متحده ، برزیل و آرژانتین ، بر آن نظارت خواهند داشت .  از دیگر کشورهای درگیر در میانجیگری می‌توان به واتیکان اشاره کرد که هم مستقیماً بین دو کشور و هم در ارتباط با سایر میانجیگران و تا حد کمتری شیلی و مکزیک عمل کرده است .  موضوع پان-آمریکاییسم مطرح شد و کشورهایی مانند اکوادور وفاداری خود را به این جنبش اعلام کردند و کشورهای دیگر مانند ویشی فرانسه از آن انتقاد کردند و استدلال کردند که این جنبش تنها به افزایش نفوذ آمریکا در این قاره کمک می‌کند. 
زمانی که آتش‌بس پذیرفته شد، شهرهایی که توسط پرو بمباران شده بودند شامل سانتا روزا ، ماچالا و پورتو بولیوار بودند . هواپیماهای پرو حداقل در دو نوبت مختلف به گوایاکیل رسیده بودند، اما اسکادران اعزامی به شهر خود را به پخش اعلامیه‌های تبلیغاتی محدود کرد که توسط روزنامه‌های پرو، لا اینداستریا و ال تیمپو ، بازنشر شدند . 
در اول آگوست 1941، آتش‌سوزی در سانتا روزا آغاز شد که بیش از 120 خانه را ویران کرد. هر دو طرف یکدیگر را به خاطر آتش‌سوزی مقصر دانستند، روزنامه پرویی ال کومرسیو با گزارشی که ادعا می‌کرد مردم محلی صدای یک فرمانده اکوادوری را شنیده‌اند که دستور داده منطقه را به آتش بکشند، نیروهای اکوادوری را در حال عقب‌نشینی مقصر دانست.  این شهر توسط نویسنده ایتالیایی، لئونلی کاستلی، به دلیل مقیاس تخریب منطقه که مشابه شهر چک بود، " لیدیچه آمریکا" نامیده شد . 
دولت پرو بلافاصله تلاش‌هایی را برای بهره‌برداری از سرزمین‌های تازه تصرف‌شده در جنوب اکوادور آغاز کرد. یک دولت مدنی تأسیس شد تا حس عادی بودن را برای شهروندان اکوادوری که تحت اشغال زندگی می‌کردند، فراهم کند و این امر ارتش را از برخی تلاش‌ها معاف کرد. تلاش زیادی از سوی یگان ارتش شمالی در این دوره نیز صرف تعمیر و نگهداری زیرساخت‌ها، مانند بزرگراه‌ها و راه‌آهن‌ها شد که به نوبه خود به نفع ارتش پرو مورد استفاده قرار می‌گرفت. این تلاش چنان شدید بود که کمتر از شش ماه بعد، این استان از حالت جنگ‌زده خود متحول شد. 
دولت اکوادور همچنین یک کمپین دیپلماتیک را آغاز کرد که از طریق آن، دولت پرو به عنوان یک دولت توسعه‌طلب توصیف شد که با زور به همسایگان خود حمله می‌کند و سرزمین‌های خود را گسترش می‌دهد،  و همچنین قصد دارد روابط خود را با اسپانیا که در طول درگیری بی‌طرف مانده بود، تقویت کند. از سوی دیگر، پرو ادعاهای توسعه‌طلبانه را رد کرد و ادعا کرد که این کشور قصد ندارد سرزمین جدیدی به دست آورد و از همان ابتدا قصد داشت اشغال موقت باشد.  در طول درگیری، ژاپن متهم به تأمین سلاح پرو در بیش از یک مورد شد که احساسات ضد ژاپنی را در این کشور تا جایی افزایش داد که سازمان‌های ژاپنی به دولت اکوادور شکایت کردند و دولت اکوادور بیانیه‌ای رسمی در رد این اتهام منتشر کرد. 
شورای کانتون ماچالا، که شهر و استان ال اورو از طریق آن اداره می‌شد، به همراه چندین پناهنده از ال اورو، از ماچالا به گوایاکیل نقل مکان کرد . برخی از پناهندگان به تعداد کمتر به سمت شمال تا کوئنکا یا کیتو سفر کردند . طبق گزارش‌ها، تعداد پناهندگان آنقدر زیاد بود که از شهروندان خواسته شد تا آنها را در خانه‌های خود بپذیرند، در حالی که کالاهای آنها توسط نیروهای پرو غارت می‌شد و طبق گزارش‌ها، از طریق هواپیما، قطار یا ماشین به تومبس فرستاده می‌شدند . شهر مجاور، تندالس، یکی از نقاطی بود که پناهندگان برای اقامت در آنجا یا عزیمت به گوایاکیل یا شمال بیشتر به آنجا سفر می‌کردند. با گذشت زمان، تعداد پناهندگان از شهر فراتر رفت، زیرا شهر قادر به تأمین چنین تعداد زیادی از مردم نبود. 
با خروج تعداد زیادی از مردم، شهر ماچالا، که قرار بود به عنوان مقر دولت پرو عمل کند، طبق گزارش‌ها عملاً خالی ماند، زیرا اکثر ساکنان آن به سمت شمال رفته بودند.  همچنین قبل از تخلیه، به دلیل فقدان مدیریت، وضعیت بی‌نظمی عمومی حاکم شده بود و هر دو کشور از غارت برخی از نیروهای اکوادوری که به سمت شمال فرار می‌کردند، خبر می‌دادند.  علاوه بر این، مقاومتی توسط شهروندان اکوادوری و اعضای ارتش ایجاد شده بود که از طریق آن اقدامات خرابکارانه علیه نیروی اشغالگر پرو انجام می‌شد.  این اقدامات از اقدامات جزئی تا درگیری‌های مسلحانه بین هر دو طرف که در چندین مورد منجر به مرگ شد، متغیر بود.  طبق گزارش‌ها، این درگیری‌ها توسط هر دو طرف تا زمان امضای توافق‌نامه‌ای که منطقه غیرنظامی را در 2 اکتبر ایجاد کرد، آغاز شد. 

### پایان اشغال
توافق‌نامه تالارا در 2 اکتبر امضا شد که طی آن آتش‌بس دوجانبه‌ای بین اکوادور و پرو برقرار و اجرا شد.  این پیمان همچنین یک منطقه غیرنظامی بین دو کشور ایجاد کرد که تحت نظارت نمایندگان نظامی کشورهای میانجی که این توافق‌نامه را نیز امضا کرده بودند و بعداً پروتکل ریو را در سال 1942 امضا کردند، یعنی ایالات متحده ، برزیل و آرژانتین، قرار داشت . 
دولت اکوادور، که در آن زمان به رهبری دکتر کارلوس آلبرتو آرویو دل ریو بود ، در 29 ژانویه 1942 پروتکل ریودوژانیرو را امضا کرد که با آن اکوادور رسماً ادعای خود را بر یک خروجی مستقل به رودخانه آمازون کنار گذاشت و سرانجام بیشتر مرز خود با پرو را برقرار کرد.  طبق این توافق، در 12 فوریه 1942، نیروهای پرو استان ال اورو اکوادور را تخلیه کردند.  در این مدت، دولت در تبعید اورنسه مقدمات اولیه را برای برقراری مجدد اداره استان در اسرع وقت، مانند استقرار مجدد فوری یک نیروی پلیس به منظور ایجاد یک نهاد امنیتی در منطقه و همچنین بازگشت پناهندگانی که استان را به مقصد شمال کشور ترک کرده بودند، فراهم کرده بود. شورای کانتون تبعیدی اولین جلسه عمومی خود را در 18 ژانویه، شش روز پس از خروج نیروهای پرو از اکوادور، برگزار کرد. 

## پیامدها
پس از حمله ژاپن به پرل هاربر، پرو روابط دیپلماتیک خود را با قدرت‌های محور قطع کرد و با متفقین متحد شد .
قرار دادن علائم مرزی در امتداد خط مرزی قطعی که توسط پروتکل ریو مشخص شده بود، هنوز تکمیل نشده بود که اکوادوری‌ها در سال ۱۹۴۸ از کمیسیون‌های تعیین مرز خارج شدند؛ آنها استدلال کردند که ناسازگاری بین واقعیت‌های جغرافیایی و دستورالعمل‌های پروتکل، اجرای پروتکل را تا زمانی که پرو موافقت خود را برای مذاکره در مورد خط مرزی مناسب در منطقه مورد نظر اعلام نکند، غیرممکن می‌سازد. بنابراین، حدود ۷۸ کیلومتر از مرز اکوادور و پرو برای پنجاه سال آینده بدون علامت باقی ماند و همچنان باعث درگیری دیپلماتیک و رویارویی‌های نظامی بین دو کشور شد.
«هشدار در جبهه» ، یک فیلم تبلیغاتی پرو که در طول جنگ فیلمبرداری شده بود، به دلیل پروتکل ریودوژانیرو تا سال ۲۰۱۴ منتشر نشد.
در سال ۱۹۶۰، خوزه ماریا ولاسکو، رئیس جمهور اکوادور، اعلام کرد که پروتکل ریو باطل است. به گفته دولت ولاسکو، این معاهده که تحت اشغال نظامی خاک اکوادور توسط پرو امضا شده بود، غیرقانونی و مغایر با معاهدات پانامایی بود که هرگونه معاهده‌ای را که تحت تهدید به زور امضا شود، غیرقانونی می‌دانستند.
با این حال، این اعلامیه تأثیر بین‌المللی کمی داشت و با اقدام معناداری دنبال نشد؛ پرو و چهار کشور دیگر همچنان این معاهده را معتبر می‌دانستند. تحلیلگران پرویی گمان می‌کنند که رئیس جمهور ولاسکو از تز بطلان برای جمع‌آوری حمایت سیاسی با لفاظی‌های ملی‌گرایانه و پوپولیستی استفاده کرده است .
در سال ۱۹۸۱، این کشورها دوباره برای مدت کوتاهی در جنگ پاکیشا با هم درگیر شدند . تنها پس از جنگ سنپا در سال ۱۹۹۵ بود که این اختلاف سرانجام حل و فصل شد. در ۲۶ اکتبر ۱۹۹۸، نمایندگان پرو و اکوادور یک توافق‌نامه صلح قطعی امضا کردند: قانون ریاست جمهوری برازیلیا .